# Liste der Baudenkmäler in Etgenbusch
Die Liste der Baudenkmäler in Etgenbusch enthält die denkmalgeschützten Bauwerke auf dem Gebiet der Stadt Erkelenz im Kreis Heinsberg in Nordrhein-Westfalen (Stand: Oktober 2011). Diese Baudenkmäler sind in der Denkmalliste der Stadt Erkelenz eingetragen; Grundlage für die Aufnahme ist das Denkmalschutzgesetz Nordrhein-Westfalen (DSchG NRW).

| Bild                     | Bezeichnung              | Lage             | Beschreibung | Bauzeit | Eingetragen seit | Denkmal- nummer |
| ------------------------ | ------------------------ | ---------------- | --- | ------- | ---------------- | --------------- |
| Fachwerk Winkelhofanlage | Fachwerk Winkelhofanlage | Etgenbusch Karte | Anfang 18. Jahrhundert, Fachwerk Winkelhofanlage, Wohnhaus 2-geschossig. Sie wurde bei einem Brand in den 1990er Jahren zerstört. | 18. Jh. | 20. Oktober 1982 | 7               |